# ترافيلين ويلبيرز (فرقة موسيقية)
ترافيلين ويلبيريز (بالإنجليزية Traveling Wilburys)(تختصر في بعض الأحيان إلى ويلبيريز)هي فرقة موسيقية بريطانية-أمريكية ذائعة الصيت تتكون من بوب ديلان، جورج هاريسون, جيف لين, روي أوربيسون وتوم بيتي. سجلت الفرقة ألبومين الأول في عام 1988 والثاني في عام 1990 ، على الرغم من أن روي أوربيسون توفي قبل أن يتم تسجيل الألبوم الثاني.
ترقب الكثيرون المشروع بسبب تنوع طبيعة المغنين وكتاب الأغاني. حقق أول ألبوم  المجلد. 1  نجاح ساحقا و فاز في عامي 1989 و 1990  على جائزة غرامي عن أفضل أداء روك الثنائي أو الجماعي.

## وصلات خارجية
- ترافيلين ويلبيرز على موقع الموسوعة البريطانية (الإنجليزية)
- ترافيلين ويلبيرز على موقع ميوزك برينز (الإنجليزية)
- ترافيلين ويلبيرز على موقع رولينغ ستون (الإنجليزية)
- ترافيلين ويلبيرز على موقع أول ميوزيك (الإنجليزية)
- ترافيلين ويلبيرز على موقع ديسكوغز (الإنجليزية)

- الموقع الرسميالموقع الرسمي
- السفر Wilburys' قناة يوتيوب
- كتاب رسمي المصغر (مع Wilburys الصور الغنائية أوراق الاقتباس)
- السفر Wilburys
- الدخول في VH1.com